# Áine O'Gorman
Pour les articles homonymes, voir O'Gorman.
Áine Marie O'Gorman, née le 13 mai 1989 à Wicklow, est une footballeuse Irlandaise. Elle est membre de l’équipe nationale irlandaise depuis 2006. Elle joue au club dublinois des Shamrock Rovers Ladies et est positionnée au poste d’attaquante. Elle reporte à cinq reprises le titre de meilleure buteuse du championnat irlandais et compte plus de 110 sélections en équipe nationale.

## Biographie

### Carrière en club
Áine O'Gorman commence le football dans un des clubs de jeunes les plus célèbres de Dublin, le Stella Maris, alors qu’elle est encore lycéenne au Sallynoggin College puis étudiante à l’IT Carlow. Elle est alors régulièrement sélectionnée dans l’équipe provinciale du Leinster avec laquelle remporte le titre interprovincial en 2009. 
Elle s’engage ensuite avec le Peamount United Football Club. Elle marque trois buts lors de la finale de la Coupe d'Irlande 2010 et permet ainsi à son club de s’imposer sur Salthill Devon à Tolka Park sur le score de 4 buts à 2.

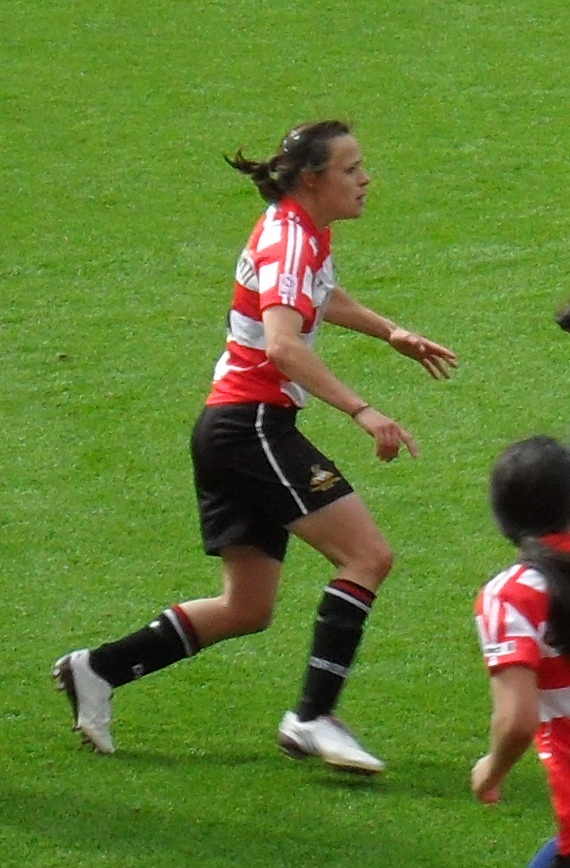
O'Gorman avec Doncaster en août 2011

Áine O'Gorman joue en même temps au football gaélique avec l’équipe de Bray Emmet et remporte en septembre 2010 le championnat du Wicklow, marquant 4 buts et 2 points en finale.
Elle signe ensuite avec le club anglais du Doncaster Rovers Belles Ladies Football Club en octobre 2010. À la fin de la première saison, elle retourne, sous la forme d’un prêt, au Peamount United et se prépare à affronter en Coupe d’Europe féminine le Paris SG .

### Carrière internationale
Áine O'Gorman est appelée dans les équipes nationales irlandaises des moins de 17 ans et des moins de 19ans. Elle intègre l’équipe nationale senior à l’âge de 16 ans.
Áine O'Gorman annonce le 17 septembre 2018 l'arrêt de sa carrière internationale avec 100 sélection et 13 buts marqués. Elle revient sur sa décision deux années plus tard et réintègre l'équipe nationale à partir de 2020.
Le 11 octobre 2022, elle fait partie de la sélection irlandaise qui se qualifie pour la première fois de son histoire pour une Coupe du monde. L'Irlande bat l'Écosse 0-1 à Hampden Park. Titulaire, O'Gorman joue l'intégralité de la rencontre.
En juin 2023, elle est sélectionnée pour disputer la coupe du monde 2023 en Australie.

## Palmarès
Avec Peamount United
- Championnat d'Irlande féminin de football
  - Vainqueur en 2019 et 2020

Palmarès individuel
- meilleure buteuse du Championnat d'Irlande féminin de football 2022 avec 23 buts.
- meilleure buteuse du Championnat d'Irlande féminin de football 2021 avec 16 buts.
- meilleure buteuse du Championnat d'Irlande féminin de football 2020 avec 14 buts en 8 matchs.
- meilleure buteuse du Championnat d'Irlande féminin de football 2015-2016 avec 17 buts.
- meilleure buteuse du Championnat d'Irlande féminin de football 2014-2015 avec 25 buts.